# 플로라 다니카

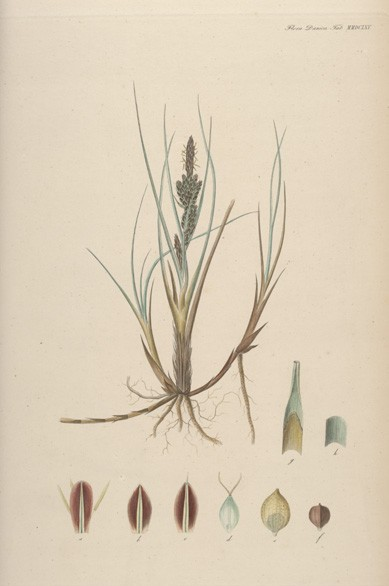
플로라 다니카-part 45 (1861년)의 Carex trinervis에 관한 2665번 접시

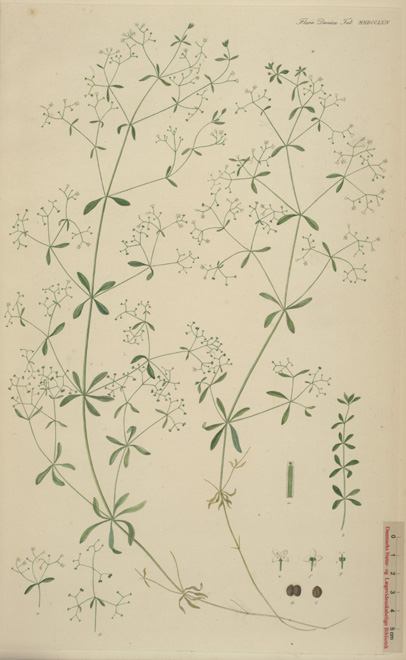
플로라 다니카-part 47 (1869년) Galium palustre에 관한 2764번 대접시

플로라 다니카(Flora Danica)는 계몽주의 시대의 작품이며, 1761년-1883년 사이에 덴마크에 서식하는 모든 야생 식물들의 그림들이 포함된 식물학의 종합적인 지도이다.
1753년에 코펜하겐 식물원의 교수였던 G. C. 오더가 제안한 플로라 다니카는 1883년에 작업을 마쳤다. 이 작업에는 구리로 도금된 3,240개의 접시들이 포함된 51판과 3개 부록으로 마쳤다. 원래 계획은 덴마크 왕실 소유지(슐레스비히홀슈타인 주, 올덴부르크-델멘호르스트, 노르웨이와 거기에 복속된 대서양의 종속국 아이슬란드, 페로 제도 그리고 그린란드)에 서식하는 선태식물, 지의류, 균계등이 포함된 모든 식물들을 담으려 했다. 하지만 출판을 할 당시에 영토 변화가 생기며 계획이 바뀌었다. 1814년 이후에 덴마크-노르웨이의 동군연합이 폐지되면서, 아주 약간의 노르웨이 식물들이 포함되었고, 1864년에 슐레스비히와 홀스타인 공작직을 양도하면서 유사한 변화가 있었다.